# امیرآباد (زرینه رود)
امیرآباد یا حاصل قوبی امیرآباد روستایی در دهستان زرینه‌رود بخش مرکزی شهرستان میاندوآب استان آذربایجان غربی ایران است.

## جمعیت
بر پایه سرشماری عمومی نفوس و مسکن در سال ۱۳۹۵ جمعیت این مکان ۶۸۴ نفر (۲۲۶ خانوار) بوده‌است.